# St Pancras Station
St Pancras Station, også kendt som London St Pancras og siden 2007 som St Pancras International, er en jernbaneendestation i det centrale London, hyldet for sin Victorianske arkitektur. Den fredede bygning ligger på Euston Road i St Pancras, London, mellem British Library, King's Cross Station og Regent's Canal. Den blev åbnet i 1868 af Midland Railway som den sydlige endestation på selskabets Midland Main Line, der forbandt London med East Midlands og Yorkshire. Da den åbnede var det buede Barlow banegårdshal det største enkelt-spændstag i verden.
Efter at have undgået den planlagte nedrivning i 1960'erne blev komplekset renoveret, og i 2000'erne udvidet til en pris på £800 millioner med en ceremoni, med Dronningen og offentligheden deltagende, hvor stationen blev til et offentligt rum. Der blev anlagt et security-sikret terminalområde for Eurostar-betjeningerne til Kontinentaleuropa — via High Speed 1 og Eurotunnelen — sammen med spor til nationale forbindelser til det nordlige og sydøstlige England. Den restaurerede station huser 15 perronspor, et shoppingcenter og en busstation, udover London Underground-betjening fra King's Cross St. Pancras Station. St Pancras ejes af London and Continental Railways sammen med de tilstødende byudviklingsområder King's Cross Central. Den renoverede endestation er blevet beskrevet som "verdens mest vidunderlige jernbanestation".

## Baggrund

### Overblik
Stationen er endestation for East Midlands Trains' tog fra London til byerne Derby, Leicester, Nottingham, Sheffield og de mindre byer imellem.Stationen giver passagererne samordning med Eurostars højhastighedstog til Paris, Brussels og Lille, og First Capital Connect-tog på Thameslink-ruten, der kører gennem London fra perroner under stationen og giver forbindelse mod syd til Gatwick Airport og Brighton og mod nord til Luton Airport Parkway Station, ved Luton Airport, og så langt væk som Bedford. Nationale tog til Kent (kørt af Southeastern) begyndte i december 2009.
St Pancras kaldes ofte 'jernbanernes katedral' og indebærer to af de mest hyldede konstruktioner i Storbritannien, bygget i Klunketiden. Hovedbanegårdshallen, fuldført i 1868 af ingeniør William Henry Barlow, var den største enkelt-spændsstruktur bygget frem til den tid. Stationens facade bliver udgjort af St Pancras Chambers, det tidligere Midland Grand Hotel, designet af George Gilbert Scott, et imponerende eksempel på nygotisk arkitektur.

### Beliggenhed
St Pancras Station ligger på en nord-syd-orienteret grund, der er dybere end den er bred. Sydsiden afgrænset af den trafikerede Euston Road, med facaden langs vejen, tidligere benyttet af Midland Grand Hotel. Bag hotellet er Barlows banegårdshal hævet 5 m over gadeniveau, med stationen nedenunder. Mod vest afgrænses stationen af Midland Road, med British Library på den anden side af vejen. Mod øst afgrænses stationen af Pancras Road, med King's Cross Station på den anden side af vejen. Mod nordøst ligger King's Cross Central, tidligere kendt som Railway Lands, et kompleks af krydsende jernbaner, der krydses af flere veje og Regent's Canal.

### Sporlayout
St Pancras indeholder fire grupper af perronspor fordelt på to niveauer og adskilt vertikalt af hovedforhallen i midten i stueniveau. Gruppen i kælderniveau indeholder to gennemgående perronspor (A og B). Det øvre dæk indeholder tre grupper: to grupper med nationale spor (1–4 og 11–13), på hver sin side af de internationale perronspor (5–10). Spor A, B og 1–4 har forbindelse til Midland Main Line en km nord for stationen, mens spor 5–10 og 11–13 fører til High Speed 1; der er ingen forbindelse mellem de to jernbaner, bortset for et vedligeholdelsessidespor udenfor stationen.[kilde mangler]
De internationale spor, der benyttes af Eurostar, er forlænget et betydeligt stykke mod syd ind i Barlows banegårdshal, mens de øvrige spor ender i det sydlige ende af delen, bygget i 2005. De længere internationale perronspor fylder ikke hele bredden i Barlows banegårdshal, og dele af gulvarealer er blevet åbnet, for at lade sollys komme ind til den nye forhal i stueetagen. Ankomst- og afgangslounges ligger under disse spor, og har adgang fra den internationale forhal. Dette forhalsområde, der kaldes The Arcade, følger hele længden af Barlows banegårdshal, vest for ankomst- og afgangslounges. Den internationale forhals sydlige ende har forbindelse til King's Cross St. Pancras Stations vestlige billethal.
Adgang til de forskellige nationale perronspor, både over og under stueniveau, foregår gennem en national forhal i gadeniveau, kaldet The Market, der ligger øst-vest på stedet, hvor de gamle og nye dele af stationen mødes — de nationale og internationale forhaller, der ligger vinkelret på hinanden, mødes, hvilket danner en T-form. Den primære indgang til stationen for gående er i den østlige ende af den nationale forhal, hvor en gangtunnel fører til King's Cross Station og den delte stations nordlige billethal.

### Offentlig kunst
I stationens sydlige ende på det øvre niveau står en 9 m høj, 20 ton bronzestatue, kaldet The Meeting Place under stationsuret. Den er designet af den britiske kunstner Paul Day og skal vække rejseromantikken gennem afbildningen af et par fanget i en kælen omfavnelse. Skulpturen fik dårlig kritik, fx kaldte Antony Gormley den "et meget godt eksempel på lortet derude", med en henvisning til den ringe offentlige kunst i Storbritannien. Der blev skabt mere kontrovers ved Days tilføjelse af et bronzerelieffrise rundt om soklen i 2008. Oprindeligt forestillede frisen en pendler, der faldt ned på skinnerne foran et Underground-tog, kørt af Døden, men Day genovervejede dette før den endelige udgave blev opsat.
Ligeledes på det øverste niveau, over Arcade-forhallen, står der en bronzestatue af den tidligere Poet laureate Sir John Betjeman, stirrende tydeligt begejstret på Barlows tag. Den er designet af den britiske skulptør Martin Jennings, og hylder Betjeman for poetens succesfulde redning af St Pancras Station fra nedrivning i 1960'erne. Den 2 m høje statue står på en flad skive af Cumbriansk skifer, hvor der er indskrevet linjer fra Betjemans digt Cornish Cliffs:
| Citat | And in the shadowless unclouded glare / Deep blue above us fades to whiteness where / A misty sea-line meets the wash of air. | Citat |
|       | |       |

## Historie

### Behovet for en ny station
Der er for få eller ingen kildehenvisninger i dette afsnit, hvilket er et problem. Du kan hjælpe ved at angive troværdige kilder til de påstande, som fremføres.

Stationen blev bestilt af Midland Railway. Før 1860'erne var selskabets fleste ruter i Midlands og det nordlige London, men havde ikke sin egen rute til hovedstaden. Fra 1840 kørte Midlands tog til og fra London fra Euston, og benyttede London and North Western Railway via udfletning ved Rugby. Trængsel og forsinkelser syd for Rugby blev hurtigt normalt efter betjeningen blev udvidet.
En ny bane til London blev foreslået omkring 1845, omkring slutningen af en periode med spekulationer, senere kaldet "Railway Mania". Great Northern Railway blev godkendt af parlamentet i 1846, og en Midland Railway-sidebane fra Leicester til Hitchin blev besluttet i 1847. Mens Great Northern Railway blev anlagt, blev Midland-sidesporet langsomt tiet ihjel i 1850 på grund af økonomiske problemer. Pres fra virksomheder i Leicestershire, Northamptonshire og Bedfordshire (især fra William Whitbread, der ejede omkring 12 % af arealerne banerne ville køre gennem) genoplivede sidebanen. Banen var gen-præsenteret for parlamentet og godkendt i 1853. Byggeriet gik hurtigt i gang, men fortsatte ikke i samme tempo. Banen blev åbnet medio 1857. Midland Railway fik sikret sig øjeblikkeligt og syv år frem nyt materiel, til mindst £20.000 pr. år (hvilket svarer til £1.370.000 pr. 2011). Midland Company havde nu to ruter indtil London, til Euston og King's Cross, og trafikken steg hurtigt til fordel for især handlen med kul, og i 1852 transporterede Midland Railway omkring en femtedel af det totale kul indtil London.
I medio 1862 strides Great Northern- og Midland-selskaberne om banens begrænsede kapacitet, ved den enorme trafik til den anden International Exhibition. Dette var incitament for Midland Company til at bygge deres egen bane, og opmålen for en 80 km lang bane fra Bedford til London begyndte i oktober 1862. For at sikre sig en grund til en station havde Midland Company opkøbt store landområder i sognet St Pancras siden 1861.
St Pancras var et ucharmerende distrikt, med berygtede slumkvarterer. Af andre vartegn i området var den overdækkede flod Fleet, Regent's Canal, et gasværk ejet af Imperial Gas Company (der kortefter blev til Gas Light and Coke Company), St Pancras Old Church (hvorfra distriktet har sit navn), og St Luke's Church med en stor kirkegård. Midland Railway valgte en grund på New Road (senere Euston Road), få hundrede meter øst for Euston og umiddelbart vest for King's Cross Station til deres endestation. Den oprindelige plan var at føre stationens indkørselsspor under kanalen i en tunnel, på samme måde som ved King's Cross Station, selvom kirkegården og gasværket ville tilføre problemer. Thomas Hardy, der var junior-arkitekt før han skiftede til litteratur, rådgav på ligopgravningen. På grunden var beboelsen Somers Town og slumkvarteret Agar Town. Grundejerne solgte for £19.500 og opsagde beboerne uden kompensation, for ekstra £200. St Luke's blev revet ned og en erstatning bygget for £12.000 i 1868-69 i Kentish Town. Den nedrevne kirke blev genrejst stykke for stykke i 1867 som kirke for kongregationalisterne i Wanstead, og eksisterer stadig.
Selskabet ville have en forbindelse fra grunden, gennem en tunnel (St Pancras-grenen) til den nye Metropolitan line, der åbnede i 1863 og kørte fra Paddington til Farringdon Street under Euston Road, for at lave en gennemkørende rute til Kent.

### Design og anlæg
Midland Railway-direktørerne var fastbesluttet på at imponere London med deres nye station, selvom grundens hældende og irregulære form gav væsentlige problemer. De kunne se den overdådigt udsmykkede Euston Station, med sin berømte bue, Lewis Cubitts funktionelle succes på King's Cross Station, det innovative design i jern, glas og layout af Brunel på Paddington, og især John Hawkshaws enkelt-spændstagdesign, der blev bygget på Charing Cross og Cannon Street.
Stationens oprindelige plan blev udlagt af Midlands rådgivende ingeniør William Henry Barlow. Barlow overtalte selskabet til at ændre deres oprindelige planer, ved at hæve stationen 6 m på jernsøjler, og herved skabe et brugbart underliggende rum og samtidig lade indkørselssporene krydse Regent's Canal på en bro frem for i en tunnel.
Det ellipsiske tag i ét spænd, der dækkede hele konstruktionen, var ved åbningen verdens største. Materialerne var et smedejernsskelet i gitterdesign, glas dækkende den midterste halvdel og tømmer (udvendigt)/skifer (indvendigt) dækkende de yderste fjerdedele. Afskærmningen i de to gavle var i glas med dekorativt tømmer påklædt rundt om de ydre kanter. Det var 207 m langt, 72 m bredt og 30 m højt i spidser over skinnerne. Dette var resultatet af et samarbejde mellem William Henry Barlow og Rowland Mason Ordish. Dette tillød at stationen kunne få maksimalt udbytte af rummet nedenunder uden forhindringer. I planerne var også plads til en hotel i facaden, og den samlede plan blev accepteret primo 1865.
Der blev afholdt en arkitektkonkurrence for designet af stationsbygningen og hotellet i may 1865. 11 arkitekter blev inviteret til at deltage, og indleveringen af deres designs foregik i august. I januar 1866 blev den fremstående George Gilbert Scotts nygotiske murstensdesign valgt. Der var uro om valget, delvist fordi Scotts design, med sine £315.000 (£21,4 mio. i 2011-priser), var klart det dyreste. Den rene og skære storslåethed i Scotts facade imponerede Midland Railway-direktørerne, og opfyldte deres mål med at udklassere alle de andre stationer i hovedstaden. Et efterfølgende økonomisk klem skar en etage fra facaden og nogle overdådigheder (nicher uden figurer), med det imponerende design forblev stort set.
Anlægget af stationen, minus taget, der var et separate udbud, var budgetteret til £310.000, og efter nogle få problemer blev Waring Brothers' bud på £320.000 accepteret. Tagudbuddet gik til Butterley Company for £117.000. Byggeriet begyndte i efteråret 1864 med en midlertidig bro over kanalen og nedrivningen af Somers Town og Agar Town. Anlægget af stationens fundamenter begyndte ikke før juli 1866 og forsinkelser fra tekniske problemer, især i tagkonstruktionen, var almindelige.
Kirkegården gav de første problemer – hovedbanen skulle passere over den på en bjælkebro og afgreningen til Metropolitan under den i en tunnel. Forstyrrelse af resterne var forventet, men blev, i første omgang, håndteret skødesløst. Især tunnelleringen blev forsinket af tilstedeværelsen af menneskelige rester, de mange kister og en udbrud af kolera i hele London, der første til et krav om en indespærring af floden Fleet i jern. På trods af dette var forbindelsen fuldendt i januar 1867.
Selskabet håbet at det væsentligste af bygningen ville være fuldendt i januar 1868. Godsbanegården i Agar Town modtog sit første tog i september 1867, men der begyndte ikke at køre passagertog igennem til Metropolitan Railway før juli 1868. Selvom stationen ikke var færdig, blev der holdt en lille åbningsceremoni den 1. oktober. Den sidste stiver i banegårdshallens tag var først fastgjort medio september og stationen bestod af mange midlertidige konstruktioner for passagererne. Det første tog, et lyntog til Manchester, kørte non-stop fra Kentish Town til Leicester, hvilket med sine 156 km var den længst kørte distance uden stop i verden.
Rummet under stationen blev benyttet til opbevarelse af øltønder fra togene fra Burton-upon-Trent, der var en stor bryggeri-by og betjent af Midland Railway. Øltrafikken blev håndteret midt i stationen mellem spor 4 og 5. Et mellemliggende tredje spor endte med en vogntalje der sank vogne 6 m under skinneniveau. Ølopbevaringen ophørte i 1967.
Arbejdet med Midland Grand Hotel begyndte ikke før 1868. Det er designet af arkitekt George Gilbert Scott, og blev bygget i etaper. Hotellet åbnede først den 5. maj 1873. Processen med tilføjelse af inventar og tilbehør var omstridt, da Midland Railway skar i Scotts opfattelse af luksus, og først i 1876 var Scott afbetalt. Bygningens totale omkostninger var £438.000 (£28.8 mio. i 2011-priser). Hotelbygningen fremstod først som værende i en polykromatisk italiens gotisk stil (inspireret af John Ruskins Stones of Venice), men ved nærmere eftersyn indeholder den elementer og detaljer fra en række perioder og lande. Med så fornem en modtagelse forudså Scott at der ville udspringe en ny genre.
Efter anlægget begyndte Midland Railway at betjene stationen. Dette var en periode med udvidelser, da de store ruter til Manchester, Nottingham, Sheffield og Carlisle åbnede.

### Gruppering, nationalisering og privatisering
Det 20. århundrede var overhovedet ikke særligt godt for St Pancras Station. Jernbaneloven fra 1921 tvang en fusion igennem af Midland med London and North Western Railway (LNWR) til London, Midland and Scottish Railway (LMS), og LMS adopterede LNWR's Euston Station som deres primære endestation i London. Midland Grand Hotel blev lukket i 1935, og bygningen blev imidlertid benyttet som kontorer. Under 2. verdenskrig medførte bombning skader på banegårdshallen, der kun delvist fik skiftet ruder efter krigen.
Ved oprettelsen af British Railways i 1948 fortsatte de forrige LMS-tog med at køre. Destinationer indebar North Woolwich, St Albans og Bedford. Langdistancetog kørte til Glasgow, Leeds, Nottingham, Sheffield og Manchester, med de berømte navngivne tog:
- The Palatine til Manchester
- The Thames-Clyde Express til Glasgow
- The Master Cutler til Sheffield (overført fra London Marylebone i 1958)

Fra 1960 til 1966, blev der i forbindelse med elektrificeringen på West Coast Main Line mellem London og Manchester, begyndt en ny betjening fra Manchester til St Pancras, kaldet Midland Pullman. Disse tog og dem til Glasgow ophørte efter ombygningen af Euston og samordning af disse.[kilde mangler]
I 1960'erne var St Pancras Station blevet faldefærdig, og der var adskillige forsøg på at lukke stationen og nedrive hotellet (der dengang hed St Pancras Chambers). Disse forsøg medførte en stært og vellykket modstand, ledet af den senere Poet laureate John Betjeman.
Efter opdelingen af British Rail i sektorer i 1986 begyndte hovedbanetog til East Midlands af InterCity-sektoren i Midland-divisionen, og med forstadstog til St Albans, Luton og Bedford kørt af Network SouthEast. Det var i denne periode (i 1988) at Snow Hill-tunnelen genåbnede, hvilket medførte skabelsen af Thameslink-ruten og den deraf følgende omlægning af de fleste forstadstog til den nye rute. Stationen blev dog fortsat betjent af tog, der kørte på den gamle Midland Main Line til Leicester, Nottingham og Sheffield, sammen med nogle enkelte forstadstog til Bedford og Luton. Dette var dog kun få tog i timen, og det efterlod stationen underbenyttet og meget tom.
Efter privatiseringen af British Rail blev langdistancetogene fra St Pancras udliciteret til Midland Mainline, en togoperatør ejet af National Express Group, der begyndte den 28. april 1996. De få tilbageværende forstadstog, der stadig kørte til St Pancras, var opereret af togoperatøren Thameslink, ejet af Govia, fra den 2. marts 1997.
En håndfuld tog til og fra Leeds begyndte, primært fordi højhastighedstogsæt blev vedligeholdt der, og kørte allerede ruten uden passagerer nord for Sheffield. Under den store ombygning af West Coast Main Line i 2000'erne var St Pancras igen midlertidig vært for tog til Manchester, denne gang via Hope Valley Line, under titlen Project Rio.

### En ny rolle planlægges
Den oprindelige plan for Channel Tunnel Rail Link (CTRL) indeholdte en tunnel fra et sted i det sydøstlige London, og med en underjordisk endestation i nærheden af King's Cross Station. En sen ændring i planerne, primært fremført af den daværende miljøminister Michael Heseltines ønske om byudviking i Østlondon, medførte dog en ændring af ruten, så den nye bane ankom til London fra øst. Dette gjorde det muligt at genbruge den stort set forladte St Pancras Station som endestation, med adgang via North London Line, der krydser stationens udmunding.
Idéen med at bruge North London Line viste sig at være illusorisk og blev afvist i 1994 af den daværende transportminister, John MacGregor, som "svær at anlægge og skadelig for miljøet". Idéen med at benytte den under-benyttede St Pancras Station som kernen af den nye endestation blev dog bevaret, omend nu forbundet af en 20 km specieltbyggede tunneler til Dagenham via Stratford.
London and Continental Railways (LCR), der blev skabt ved British Rails privatisering, blev valgt af regeringen i 1996 til at genopbygge St Pancras, bygge CTRL og overtage den britiske del af Eurostar-kørslerne, Eurostar (UK). LCR har haft ejerskabet af St Pancras Station siden privatisering, der muliggjorde stationens renovering. Økonomiske vanskeligheder i 1998 og Railtrack-kollapset i 2001 medførte nogle revideringer af denne plan, men LCR bevarede stationens ejerskab.
Designet og projektledelsen af genopbygningen blev varetaget af Rail Link Engineering (RLE), et konsortium af Bechtel, Arup, Systra og Halcrow, på vegne af LCR. Stationens oprindelige referencedesign var tegnet af Nick Derbyshire, tidligere chef for British Rails eget arkitekthold. Kompleksets masterplan blev udført af Foster and Partners, mens reopbygningens hovedarkitekt var Alastair Lansley, en tidligere kollega til Nick Derbyshire, der blev rekrutteret af RLE.
For at kunne håndtere de usædvanligt lange Eurostar-tog, og skabe kapacitet for de eksisterende nationale tog til Midlands og de foreslåede nationale tog på højhastighedsforbindelsen, måtte den eksisterende stations banegårdshal udvides betydeligt mod nord med en ny hal med fladt tag. Stationen skulle oprindeligt have 13 perronspor i den forlængede banegårdshal. East Midlands-tog ville benytte de vestlige perronspor, Eurostar-togene de midterste og Kent-togene de østlige perronspor. Eurostar-sporene og et af Midland-sporene skulle forlænget ind i Barlows banegårdshal. Adgang til Eurostar for afrejsende passagerer ville ske gennem en afgangssuite i den vestlige del af stationen, og herfra til sporene gennem en bro over sporene inde i den historiske banegårdshal. Ankommende Eurostar-passagerer skulle forlade stationen fra en ny forhal i den nordlige ende.
Dette oprindelige design blev senere modificeret, med adgang til Eurostar-sporene fra rummet nedenunder, hvilket gjorde det muligt at sløjfe den visuelt forstyrrende adgangsbro. Ved ikke at forlænge nogen af Midland-sporene indtil Barlows banegårdshal blev der frigjort rum, hvilket medfører mere sollys og bedre adgang til det nedre rum.

### Efter ombygning
Kort før ombygningen af stationen begyndte blev kørestrømsledningerne, der blev benyttet af de elektriske forstadstog, fjernet. Som konsekvens heraf, blev alle forstadstog fra Bedford og Luton omledt til King's Cross Thameslink og videre, og operatøren Thameslink ophørte med at betjene St Pancras i en periode. Faktisk benyttede tog kun St Pancras, hvis der var sporarbejde længere mod syd på Thameslink-banen.[kilde mangler]
I begyndelsen af 2004 var den østlige del af den forlængede banegårdshal færdig, og Barlows banegårdshal blev lukket for tog. Fra 12. april 2004 vendte Midland Mainline-tog på en midlertidig station, i den østlige de af forlængelsen umiddelbart tilstødende indgangen.
Som del af anlægget af den vestlige del af banegårdshalsforlængelsen, der nu begyndte, var en ny underjordisk "boks" anlagt på Thameslink-ruten, der på dette tidspunkt kørte delvist under den forlængede station. Denne boks skulle senere huse ny perroner for Thameslink-togene. For at dette kunne lade sig gøre måtte de eksisterende Thameslink-tunneller mellem Kentish Town og King's Cross Thameslink lukkes mellem 11. september 2004 og 15. maj 2005, mens arbejdet blev fuldført. Herefter vendte Thameslink-togene fra nord på samme spor som Midland Mainline-togene, mens tog fra syd vendte på King's Cross Thameslink.
Efter spærringen af ruten var den nye stationsboks stadig kun en bar betonskal, og kunne ikke medtage passagerer. Thameslink-tog vendte tilbage til deres forrige rute, men kørte gennem stationsboksen uden at stoppe. Budgettet for Channel Tunnel Rail Link-arbejdet indeholdte ikke ombygningen af denne station, da disse arbejder oprindelige var en del af det separate Thameslink 2000-program. På trods af lobbyisme af togoperatørene, der gerne ville have stationen åbnet sammen med St Pancras International, gav regeringen ikke yderligere midler, der kunne sikre at arbejderne var færdig øjeblikkeligt efter blokeringen af banen. Til sidst gav Alistair Darling, den daværende transportminister, den 8. februar 2006 midler for £50 millioner til færdiggørelsen af station, plus endnu £10-15 millioner til de tilhørende signaler og andre arbejder på banelegemet i området.
Thameslink stationen blev designet af Chapman Taylor (Retail) og Arup (Eurostar) og udført af ISG Interior Plc Contractors i samarbejde med Bechtel som projektledere.
I 2005 kom byggetilladelsen for renovering af det tidligere Midland Grand Hotel, men planer om renovering og udvidelse af bygningen som et hotel og lejlighedsblok. The newly refurbished hotel will open to guests on 21 March 2011 with a grand opening ceremony to follow on 5 May, exactly 138 years after its original opening.
Medio 2006 var den vestlige del af banegårdshalsforlængelsen fuldendt, og den 14. juli 2006 flyttede Midland Mainline-togene fra deres midlertidige hjem på østsiden til deres endelige hjem i stationens vestside.
Ifølge en BBC Two-serie fra november 2007 kostede ombygningen i omegnen af £800 millioner, mens det oprindelige estimat var på £310 millioner.

### Åbningen af den internationale station
Primo november 2007 førte Eurostar et testprogram, hvor omkring 6000 almindelige mennesker var involveret i passagercheck-in, immigrationskontrol og afgangsprøver, hvor 'passagererne' hvad ville køre tre returture ud af St Pancras til indkørslen til London-tunnelen. Den 4. september 2007 kørte det første testtog fra Paris Gare du Nord til St Pancras. Børnetegneren Quentin Blake blev bestilt til at lave et stort vægmaleri af en "indbildt velkomstkomité" som forklædning af en af de tilbageværende faldefærdige Stanley-bygninger, umiddelbart over for stationens udgang.
St Pancras Station blev officielt genåbnes som St Pancras International, og High Speed 1-betjeningen begyndte, den 6. november 2007, af Dronningen og Hertugen af Edinburgh.
Under den festlige åbningsceremoni underholdt skuespiller Timothy West, som Henry Barlow, publikummet, der også blev underholdt af Royal Philharmonic Orchestra og sangerne Lemar og Katherine Jenkins. I en nøje planlagt del af festlighederne, ankom det første Litra 395-togsæt og to Eurostar-togsæt gennem en sky af tøris på tilstødende spor med kun få sekunders mellemrum. Under ceremonien blev Paul Days store bronzestatue, The Meeting Place, afsløret.
Ved en meget mindre ceremoni den 12. november 2007 blev bronzestatue af John Betjeman af skulptør Martin Jennings afsløret af Betjemans datter, forfatteren Candida Lycett Green.
Offentlige kørsler med Eurostar-tog via den fuldførte High Speed 1-rute begyndte den 14. november 2007. Ved en lille ceremoni klippede stationspersonale et bånd, der førte til Eurostar-sporene. I samme måned som stationen åbnede, blev stationens traditionelle tog til East Midlands overdraget til den nye franchiseindehaver, East Midlands Trains.
De lavtliggende spor til Thameslink-togene åbnede den 9. december 2007, og erstattede King's Cross Thameslink Station. Siden Thameslink-togene sidst benyttede St Pancras Station havde franchiset skiftet hænder (den 1. april 2006) og togene opereres nu af First Capital Connect.

### Forbindelse til King's Cross
Under udvidelsen af St Pancras Station blev der bygget en gangtunnel fra den østlige indgang til St Pancras' nationale forhal, under Pancras Road, til den nye nordlige billethal på King's Cross St. Pancras Station og til den fremtidige nye forhal på King's Cross Station. Gangtunnelen åbnede i november 2009.

### Hotel
St. Pancras Renaissance London Hotel ligger i dele af det oprindelige Midland Grand Hotel og indeholder de primære offentlige rum sammen men en ny værelsesfløj på den vestlige side af Barlows banegårdshal. Den oprindelige bygnings øverste etager er blevet ombygget til lejligheder af Manhattan Loft Corporation. Der blev holdt en stor åbning den 5. maj 2011, præcis 138 år efter sin oprindelige åbning i 1873.

## Betjeninger

### Nationale

#### East Midlands Trains (Midland Main Line)
Siden 11. november 2007 har St Pancras' (nationale) spor 1–4 været den sydlige endestation på Midland Main Line kørt af East Midlands Trains, med ruter til East Midlands og Yorkshire-regionerne. Byer, der betjenes, indebærer Luton, Bedford, Wellingborough, Kettering, Market Harborough, Leicester, Corby, Loughborough, Nottingham, Derby, Chesterfield og Sheffield. Enkelte tog kører også til Oakham, Melton Mowbray, Newark, Lincoln, Dronfield, Doncaster, Wakefield, Leeds, York og Scarborough.
Per februar 2011 indeholder køreplanen fem tog pr. time udenfor myldretiden; tre hurtige og to semi-hurtige.
| Betjenings- mønster | Destination | Standser på | Primært materiel | Rejsetid   |
| ------------------- | ----------- | --- | ---------------- | ---------- |
| XX:00               | Corby       | Luton, Bedford, Wellingborough, Kettering                                                                      | 222              | 1 t 40 min |
| XX:15               | Nottingham  | Market Harborough, Leicester, East Midlands Parkway                                                            | HST              | 1 t 44 min |
| XX:25               | Sheffield   | Leicester, Loughborough, East Midlands Parkway, Long Eaton, Derby, Chesterfield                                | 222              | 2 t 27 min |
| XX:30               | Nottingham  | Luton Airport Parkway, Bedford, Wellingborough, Kettering, Market Harborough, Leicester, Loughborough, Beeston | 222              | 1 t 56 min |
| XX:55               | Sheffield   | Leicester, Derby, Chesterfield                                                                                 | 222              | 2 t 6 min  |

#### First Capital Connect (Thameslink-ruten)
Som en del af Thameslink-programmet fik St Pancras International sine perronspor på Thameslink-netværket, opereret af First Capital Connect (FCC), den 9. december 2007, hvilke erstattede King's Cross Thameslink Station mod sydøst. Som på den tidligere station er Thameslink-sporene betegnet A og B. Den nye station har fået noget kritik, på grund af afstanden fra Thameslink-sporene t The Underground, sammenlignet med King's Cross Thameslink.
Thameslink-programmet indeholder også introduktion af 12-vognstog gennem det forstørrede Thameslink-netværk, og da forlængelse af perronerne på den eksisterende King's Cross Thameslink Station var ret upraktisk (dette krævede ændringer på to tilstødende tunneler, hvilket ville være ekstremt forstyrrende og urealistisk dyrt), blev det besluttet at bygge en ny Thameslink-station under den eksisterende St Pancras Station.
Stationen giver passagerer rejsemulighed til destinationer som Bedford, Luton og St Albans mod nord og Wimbledon, East Croydon og Brighton mod syd. Der er også direkte forbindelse til London Gatwick og London Luton lufthavnene. Når Thameslink-programmet er færdiggjord, vil det forstørrede Thameslink-netværk være mere end tredoblet fra 50 til 172 stationer.
Efter vendesporet på London Blackfriars lukkede i marts 2009 ved stationens ombygning er Southeasterns tog, der tidligere endte på Blackfriars forlænget til Kentish Town (uden for myldretiden), eller til St Albans, Luton eller Bedford (i myldretiden), med stop på denne station. Disse tog opereres syd for Blackfriars af Southeastern og nord for Blackfriars af First Capital Connect.

#### Southeastern (High Speed 1 og Kent-kysten)
Southeastern kører nationale højhastighedstog (Litra 395) med 230 km/t på High Speed 1-sporene og op til 160 km/t på de almindelige spor i Kent, hvilket gør det muligt for passagerer fra Ashford International at rejse til London på 36 minutter. Højhastighedstogene kører til Strood, Chatham, Gravesend, Sittingbourne, Faversham, Margate, Ramsgate, Canterbury West, Dover Priory, Folkestone Central, Ashford, Ebbsfleet International, Stratford International og andre destinationer i Kent.
De første nationale tog med passagerer på High Speed 1 kørte den 12. december 2008, et år før de almindelige togafgange begyndte. Dette særtog med højtstående personer kørte fra Ashford International til St Pancras. Fra juni 2009 begyndte Southeastern at køre nogle preview-tog mellem London St Pancras og Ebbsfleet, der blev forlænget til Ashford International i myldretiderne. Den 7. september 2009 forlængede Southeastern myldretidstogene til Dover og Ramsgate. Den 21. november 2009 begyndte preview-togene at køre til Faversham. Den komplette tjeneste begyndte den 13. december 2009.
| Betjenings- mønster | Destination  | Standser på | Rejsetid   |
| ------------------- | ------------ | --- | ---------- |
| XX:12               | Dover Priory | Stratford International, Ebbsfleet International, Ashford International, Folkestone West, Folkestone Central                              | 1 t 9 min  |
| XX:25/28            | Faversham    | Stratford International, Ebbsfleet International, Gravesend, Strood, Rochester, Chatham, Gillingham (Kent), Rainham (Kent), Sittingbourne | 1 t 5 min  |
| XX:42               | Ramsgate     | Stratford International, Ebbsfleet International, Ashford International, Canterbury West, Margate, Broadstairs                            | 1 t 28 min |
| XX:55               | Faversham    | Stratford International, Ebbsfleet International, Gravesend, Strood, Rochester, Chatham, Gillingham (Kent), Rainham (Kent), Sittingbourne | 1 t 5 min  |

### Internationale

#### Eurostar (High Speed 1)
Eurostars komplette køreplan fra St Pancras blev sat i drift den 9. december 2007. Normalt kører der 17 tog til og fra Paris Gare du Nord dagligt, 10 tog til og fra Bruxelles-Syd, og et tog til og fra Marne-la-Vallée ved Disneyland Paris. Fredage og søndage kører der flere tog til Paris, og i weekenden er der færre afgange til Brussels. Yderligere tog kører i weekenden til de franske Alper i ski-sæson, og til Avignon om sommeren.
Nogle tog standser ved nogle af de fire mellemliggende stationer (Ebbsfleet International, Ashford International, Calais-Fréthun og Lille-Europe), og nogle tog kører uden stop. Med non-stop-tog tager det 2 timer og 15 minutter til Paris, og lige under 1 time og 50 minutter til Bruxelles. De andre tog tager 5 eller 10 minutter længere, alt efter om de standser en eller to gange.

### Betjeningsmønster
| Foregående station |  | National Rail                          |  | Efterfølgende station                                        |
| ------------------ |  | -------------------------------------- |  | ------------------------------------------------------------ |
| Endestation        |  | East Midlands Trains London-Nottingham |  | Luton Airport Parkway eller Market Harborough                |
| Endestation        |  | East Midlands Trains London-Sheffield  |  | Leicester                                                    |
| Endestation        |  | East Midlands Trains London-Corby      |  | Luton                                                        |
| Farringdon         |  | First Capital Connect Thameslink       |  | Kentish Town eller St Albans eller West Hampstead Thameslink |
| Endestation        |  | Eurostar High Speed 1                  |  | Ebbsfleet International eller Ashford International          |
| Endestation        |  | Southeastern High Speed 1              |  | Stratford International                                      |

#### Sporfordeling
| Spor  | Benævnelse        | Operatør              | Destinationer                                                                |
| ----- | ----------------- | --------------------- | ---------------------------------------------------------------------------- |
| 1–4   | MML Domestic      | East Midlands Trains  | Corby, Leicester, Nottingham, Derby, Lincoln, Sheffield, Leeds osv.          |
| 5–10  | HS1 International | Eurostar              | Lille, Paris og Brussels                                                     |
| 11–13 | HS1 Domestic      | Southeastern          | Chatham, Faversham, Ashford, Folkestone, Dover, Ramsgate og Margate          |
| A, B  | Thameslink        | First Capital Connect | Nord til: St Albans, Luton og Bedford Syd til: Sutton, Sevenoaks og Brighton |

## Fremtid

### Olympic Javelin-tog
Under Sommer-OL 2012 i London vil St Pancras International være endestation for Olympic Javelin-betjeningen, et syv-minutters shuttletog, designet til at fragte tilskuere mellem den olympiske park i Stratford og det centrale London.

### Konkurrence med Eurostar
I januar 2010 blev det europæiske jernbanenetværk åbnet for liberalisering for at skabe større konkurrence. Både Air France-KLM og Deutsche Bahn har udtrykt interesse i at drage fordel af de nye regler, ved at køre nye tog via High Speed 1 til St Pancras.
I december 2009 fik Deutsche Bahn tilladelse til at køre tog gennem Eurotunnelen efter sikkerhedskravene blev sænket. Deutsche Bahn har tidligere udtrykt ønske om at køre gennemkørende tog mellem London og Germany. Direkte togforbindelse mellem St Pancras og Köln Hauptbahnhof kan begynde før OL i 2012, og der er planer om en regulær betjening med tre daglige tog i hver retning til Frankfurt, Rotterdam og Amsterdam via Bruxelles i 2013. Deutsche Bahn-togene vil være to sammenkoblede tog mellem London og Bruxelles, hvor de deles på Bruxelles-Syd. DB fremviste et ICE 3-togsæt i St Pancras den 19. oktober 2010.
I februar 2010 fik en idé om Transmanche Metro-betjening opbakning, da byrådene i Kent og Pas-de-Calais offentliggjorde at de talte om at etablere en højfrekvent togstopsservice mellem London og Lille. Togene vil begynder på Lille Europe og standse på Calais, Ashford International og Stratford International før det når St Pancras. Siden High Speed 1 åbnede har Ashford og Calais haft uregelmæssig betjening og, som nævnt ovenover, standser Eurostar-togene ikke på Stratford International. Det håbes at betjeningen skal begynde at køre i 2012, i tide for de olympiske lege.

### Great Northern
Som en del af Thameslink-programmet vil tog fra East Coast Main Line/Great Northern Route (og en del af First Capital Connects franchise) blive forbundet til Thameslink-ruten fra december 2016, hvilket omlægger nogle tog, der tidligere vendte på Kings Cross til Thameslink-sporene på St Pancras, og herfra videre gennem det centrale London til en række destinationer i Sussex og Kent.
|                    |  | Fremtidige forbindelser                                  |  |                         |
| Foregående station |  | National Rail                                            |  | Efterfølgende station   |
| Finsbury Park      |  | First Capital Connect Thameslink-Great Northern          |  | Farringdon              |
| Endestation        |  | Southeastern, Olympic Javelin High Speed 1               |  | Stratford International |
| Foregående station |  | Deutsche Bahn                                            |  | Efterfølgende station   |
| Endestation        |  | InterCityExpress High Speed 1 London-Frankfurt/Amsterdam |  | TBA                     |

## King's Cross St. Pancras Underground Station
King's Cross St Pancras Station er stationen i London Underground-netværket, der betjener både King's Cross og St Pancras fjerntogsstationer. Den er i takstzone 1.
I 2010 blev et større arbejde på King's Cross St Pancras Station fuldført. De forskellige indgange blev forbundet til to nye billethaller for London Underground og for at reducere trængsel.
| Foregående station                                                              |  | London Underground |  | Efterfølgende station                       |
| ------------------------------------------------------------------------------- |  | ------------------ |  | ------------------------------------------- |
| Euston Squaremod Hammersmith                                                    |  |                    |  | Farringdonmod Edgware Road                  |
| Euston Squaremod Hammersmith                                                    |  |                    |  | Farringdonmod Barking                       |
| Euston Squaremod Uxbridge, Amersham, Chesham eller Watford                      |  |                    |  | Farringdonmod Aldgate                       |
| Eustonmod Edgware, Mill Hill East eller High Barnet                             |  |                    |  | Angelmod Morden                             |
| Russell Squaremod Uxbridge eller Heathrow Airport (Terminal 4 eller Terminal 5) |  |                    |  | Caledonian Roadmod Cockfosters              |
| Eustonmod Brixton                                                               |  |                    |  | Highbury & Islingtonmod Walthamstow Central |

## Fiktivt brug
- St Pancras forekommer for enden af gaden i Ealing-komedien Plyds og papegøjer fra 1955.[84] Det omkringliggende område, der nu delvist er nedrevet, blev brugt som locations.[85]
- Stationen er location for Valhalla i Douglas Adams' Sjælens lange mørke te-pause.[86]
- Stationen er med i mange tv-shows, heriblandt 9. sæson af Spooks.
- Stationen er også med i 102 dalmatinere, da Cruella DeVil tager til Paris om bord på Orientekspressen.
- Stationen vises kortvarigt i filmen Shirley Valentine.